# Fundacja Elbląg
Fundacja Elbląg powstała 2 lutego 2000 roku. Fundacja jest niezależną, apolityczną, niedochodową, publiczną organizacją charytatywną, kierującą się interesem społeczności lokalnej Elbląga i Regionu Elbląskiego. Celem działania Fundacji jest łagodzenie problemów lokalnych oraz rozwój społeczny miasta i regionu.

## Fundatorzy
Fundację Elbląg utworzyli elblążanie reprezentujący trzy instytucje:
1. Radę Miejską w Elblągu,
2. Elbląskie Stowarzyszenie Wspierania Inicjatyw Pozarządowych,
3. Elbląską Izbę Przemysłowo-Handlową.
Te trzy instytucje w sposób symboliczny reprezentują wszystkie sektory życia społecznego: samorząd lokalny, organizacje społeczne oraz biznes. Założyciele zgromadzili kapitał założycielski w wysokości 154 000 zł, z czego samorząd lokalny przekazał lwią część tej kwoty - 150 000 zł.

## Cele statutowe Fundacji Elbląg
Celami Fundacji zgodnie z potrzebami miasta Elbląga oraz Regionu Elbląskiego, a także postanowieniami założycieli są:
1.wspieranie programów społecznych i gospodarczych, zakładających rozwój miasta Elbląga i Regionu Elbląskiego, zwłaszcza w zakresie:
a) ochrony zdrowia, rehabilitacji zawodowej i społecznej osób niepełnosprawnych,
b) przeciwdziałanie patologiom - a szczególnie alkoholizmowi i narkomanii,
c) ograniczaniu bezrobocia,
d) pomocy społecznej i działalności charytatywno-opiekuńczej,
e) oświaty i wychowania,
f) rozwoju kultury i pielęgnacji kultury materialnej regionu,
g) ochrony środowiska,
h) poprawy bezpieczeństwa publicznego i ograniczania przestępczości,
i) utrzymania i rejestracji obiektów zabytkowych, w tym również obiektów związanych z kultem religijnym,
2. wspieranie i dofinansowywanie programów naukowych, naukowo-technicznych oraz prac naukowo-badawczych prowadzonych w zakresie możliwości rozwojowych miasta Elbląga i Regionu Elbląskiego;
3. promocję miasta Elbląga i Regionu Elbląskiego.
Fundacja rozwija swoje cele statutowe poprzez szereg programów stypendialnych: Słonik, Szansa, Agrafka czy Agrafka Muzyczna. Dzięki temu młodzi elblążanie, zarówno pełnosprawni, jak i niepełnosprawni, mają szansę rozwijać własne umiejętności oraz talenty.

## Fundusze Fundacji Elbląg i sposób ich rozdzielania

### 1. Fundusz Stypendialny
Dochód z tego funduszu przeznaczany jest na finansowanie stypendiów dla zdolnych uczniów i studentów z Elbląga.
Kapitał żelazny na koniec 2007 r. wyniósł 336 369,95 zł

### 2. Fundusz Dzieci Niepełnosprawnych "Słonik"
Fundusz Dzieci Niepełnosprawnych SŁONIK utworzony został w ramach Fundacji Elbląg w 2003 roku. Powstał w związku z Europejskim Rokiem Osób Niepełnosprawnych oraz w odpowiedzi na potrzeby środowiska osób niepełnosprawnych miasta Elbląga.
Dochód z Funduszu przeznaczany jest na finansowanie stypendiów dla dzieci i młodzieży niepełnosprawnej, celem poszerzenia ich możliwości edukacyjnych oraz usamodzielnienia w dorosłym życiu.
Kapitał żelazny na koniec 2007 r. wyniósł 37 684,55 zł.

### 3. Fundusz Młodzieżowy
Fundusz został powołany w dniu 18 sierpnia 2004 r. przez Fundację Elbląg w ramach projektu: "Różne problemy - jedna metoda, fundusze lokalne na rzecz społeczności" finansowanego ze środków Unii Europejskiej.
Celem Funduszu jest przeciwdziałanie bezrobociu elbląskiej młodzieży oraz zwiększanie jej aktywności poprzez finansowanie projektów elbląskich organizacji pozarządowych, samorządów szkolnych i grup nieformalnych.
Dochód z Funduszu może być rozdysponowany poprzez otwarty konkurs grantowy do którego mogą przystąpić: stowarzyszenia, oddziały stowarzyszeń, stowarzyszenia kultury fizycznej, fundacje, grupy nieformalne, organizacje parafialne, kluby uczniowskie, samorządy uczniowskie i studenckie, Rady Rodziców. Kapitał żelazny na koniec 2007 r. wyniósł 10 565,44 zł.

### 4. Fundusz im. Zofii Puchalskiej
Fundusz został powołany w dniu 30 listopada 2004 przez Jana Puchalskiego - właściciela firmy Pujan oraz Monikę Puchalską i Karola Puchalskiego. Laureat Konkursu o tytuł Filantropa Roku 2004 pragnął, aby pamięć o jego żonie i działalności charytatywnej, którą prowadziła była ciągle żywa, przynajmniej w Elblągu."
Zgodnie z wolą Darczyńcy, dochód z inwestowania kapitału żelaznego przeznaczany będzie na stypendia dla zdolnych, ale ubogich dzieci.
Zyski z kapitału Fundacji co roku dzielone są pomiędzy organizacje społeczne i godne wsparcia inicjatywy obywatelskie na rozwiązanie aktualnych, najważniejszych problemów Elbląga i regionu elbląskiego. Ponadto fundowane są stypendia w ramach Konkursu Stypendialnego dla zdolnej elbląskiej młodzieży. Kapitał żelazny na koniec 2007 r. wyniósł 13 598,42 zł.

### 5. Fundusz im. braci Leszczyc-Grabianków
Fundusz zainicjowany został w listopadzie 2004 roku przez rodzinę Leszczyc-Grabianków - Bartłomieja Głuszaka.
Kapitał żelazny na koniec 2007 r. wyniósł 12 256,29 zł.

### 6. Fundusz im. Ryszarda Tomczyka (w trakcie tworzenia)
Fundusz założył artysta, malarz, poeta - Ryszard Tomczyk.
Kapitał żelazny na koniec 2007 r. wyniósł 1 021,00 zł.

### 7. Fundusz im. Ryszarda Rynkowskiego
Fundusz zainicjowany został w 2004 roku przez wybitnego elbląskiego piosenkarza Ryszarda Rynkowskiego.
Kapitał żelazny na koniec 2007 r. wyniósł 27 015,05 zł.

### 8. Fundusz polsko-niemiecki (w trakcie tworzenia)
Dzięki wieloletniej współpracy Fundacji ze Stowarzyszeniem Ludności Pochodzenia Niemieckiego powstał fundusz, którego celem jest finansowanie wspólnych działań na rzecz Elbląga.
Kapitał żelazny na koniec 2007 r. wyniósł 5 836,54 zł.

### 9. Fundusz nieograniczony
Fundusz został powołany w dniu 21 marca 2000 roku przez Fundację Elbląg.
Celem Funduszu Nieograniczonego jest finansowanie organizacji pozarządowych i innych osób prawnych działających na rzecz rozwiązywania problemów mieszkańców Elbląga oraz działających na rzecz wszechstronnego rozwoju miasta zgodnie z wolą Fundatorów określoną w Statucie Fundacji Elbląg. Dochody z Funduszu przeznaczane są na rozwiązywanie aktualnych problemów społecznych Elbląga oraz na rozwój miasta zgodnie ze statutem Fundacji Elbląg poprzez finansowanie działań elbląskich organizacji pozarządowych i innych podmiotów prawnych. Dochód z Funduszu może być rozdysponowany poprzez otwarty konkurs grantowy do którego mogą przystąpić: stowarzyszenia, oddziały stowarzyszeń, stowarzyszenia kultury fizycznej, fundacje, grupy nieformalne, organizacje parafialne, kluby uczniowskie, samorządy uczniowskie i studenckie, Rady Rodziców.
Kapitał żelazny na koniec 2007 r. wyniósł 388 914,34 zł.